# Cristina Almeida Castro
Cristina Almeida Castro (Badajoz, 24 de juliol de 1944) és una advocada i política espanyola. Destacada advocada laboralista i feminista, ha defensat davant els tribunals de justícia els drets de la dona, dels treballadors i dels presos polítics durant el franquisme.

## Biografia
Quan ella tenia 11 anys la seva família es va traslladar a Madrid. El seu pare era el periodista Manuel Almeida i la seva mare Carmen Castro Carrasco. Va cursar estudis de Dret a la Universitat de Madrid i va exercir d'advocada col·legiada des del 1966, obrint un despatx professional un any després.
A partir de 1979, va ocupar el càrrec de regidora a l'Ajuntament de Madrid pel Partit Comunista d'Espanya, al qual pertanyia des de 1963, fins que el 1981 en fou expulsada al costat d'altres membres del sector renovador, en enfrontar-se al llavors secretari general Santiago Carrillo. Va participar en la fundació de la coalició electoral Izquierda Unida el 1986, essent escollida diputada a les eleccions generals espanyoles de 1986, 1989 i 1993, any en el qual va renunciar al seu escó.
El 1996, juntament amb altres membres d'IU, va formar el partit Partit Democràtic Nova Esquerra. Després de diversos enfrontaments amb el dirigent d'IU, Julio Anguita González, el PDNI es va integrar al PSOE, i Cristina Almeida va ser candidata socialista a la Presidència de la Comunitat de Madrid el 1999, obtenint el 37,2% dels vots i esent escollida diputada. Ha col·laborat en nombroses revistes tractant problemes jurídics, de la dona, dels barris i de les associacions de veïns. Entre les seves publicacions, figura l'assaig La mujer y el mundo del trabajo (1982). Va rebre el 1998 la Fiambrera de Plata concedida per l'Ateneu de Còrdova.